# 詹姆斯·A·罗宾逊
詹姆斯·艾伦·罗宾逊（英語：James Alan Robinson，1960年2月27日—），英国经济政治学家，芝加哥大学哈里斯公共政策研究学院全球冲突研究教授、哈里斯学院皮尔逊全球冲突研究与解决研究所所长。2004年至2015年，历任芝加哥大学、哈佛大学、加州大學柏克萊分校、南加州大学、墨尔本大学教授。
罗宾逊主要研究导致一些国家繁荣而另一些国家发生冲突的潜在经济和政治制度，以此研究导致各国差异的原因。他与达龙·阿杰姆奥卢合著了《自由的窄廊》（The Narrow Corridor）、《国家为什么会失败》、《专制和民主的经济起源》（Economic Origins of Dictatorship and Democracy）等著作。
2024年，罗宾逊与达龙·阿杰姆奥卢、西蒙·约翰逊因比较研究不同国家繁荣程度，获诺贝尔经济学奖。

## 教育
罗宾逊于1982年获得伦敦政治经济学院经济学理学学士学位，1986年获得华威大学文学硕士学位，1993年获得耶鲁大学经济理论和劳动关系哲学博士学位。

## 事业
罗宾逊的主要研究领域是政治经济学和比较政治学，以及经济和政治发展。
2004年，罗宾逊被任命为哈佛大学政府学副教授。后来，他在哈佛大学担任了讲座教授，先是担任大卫·弗洛伦斯政府学教授（2009-2014年），后来担任威尔伯·A·考伊特政府学教授（2014-2015年）。2015年7月1日，他被任命为芝加哥大学哈里斯公共政策学院的九位大学教授之一。他还拥有理查德·L·皮尔森牧师全球冲突研究教授的头衔。2016年5月9日，罗宾逊教授在首次访问蒙古国期间被授予蒙古国立大学荣誉博士学位。
他在世界各地进行过研究，包括博茨瓦纳、智利、刚果民主共和国、海地、菲律宾、塞拉利昂、南非和哥伦比亚，他每年夏天都在波哥大的安第斯大学授课。
2023年3月17日，詹姆斯·罗宾逊在乌兹别克斯坦塔什干会见了学生、科学家、社会舆论领袖、金融和经济界代表以及商界人士。在一次采访中，詹姆斯·罗宾逊谈到了在专制国家建设包容性制度的问题，殖民主义后国家发展的艰难历程，有意识地犯下的“错误”，并回答了有关其著作中被称为“棉花之王”的乌兹别克斯坦部分的问题。
在伦敦经济学院结识了长期合著者达龙·阿杰姆奥卢后，他与之进行了广泛的合作。

## 研究

### 《专制和民主的经济起源》
罗宾逊与达龙·阿杰姆奥卢合著的《专制和民主的经济起源》（2006年）分析了民主社会的创建和巩固。他们认为，“当精英们没有强烈的动机去推翻民主时，民主就会巩固。这些过程取决于（1）公民社会的力量，（2）政治制度的结构，（3）政治和经济危机的性质，（4）经济不平等的程度，（5）经济结构，以及（6）全球化的形式和程度。”

### 《国家为什么会失败》
《国家为什么会失败：权力、繁荣和贫困的根源》（2012年），阿杰姆奥卢和罗宾逊认为，技术前沿的经济增长需要政治稳定，比如玛雅文明就没有（仅举一例），以及创造性破坏。如果没有对授予垄断和寡头权利的制度性限制，后者就不可能发生。他们说，工业革命始于英国，因为英国的《权利法案》创造了这种限制。例如，丹尼斯·帕潘于1705年建造的一艘蒸汽船被德国明登的一个船夫行会拆毁。  帕潘去了伦敦，他的几篇论文由皇家学会出版。托马斯·纽科门在1712年将帕潘的工作扩展到蒸汽机，并取得了商业上的成功，而帕潘于1713年去世，被埋葬在一个没有标记的贫民坟墓里。
阿杰姆奥卢和罗宾逊坚持认为，“国家间的发展差异完全是由于政治和经济制度的差异造成的，并拒绝其他将某些差异归因于文化、天气、地理或缺乏对最佳政策和做法的了解的理论。”例如，“苏联在追赶世界上一些先进技术方面取得了快速增长（但）由于缺乏创造性破坏，到20世纪70年代就已经后劲不足”。

### 《自由的窄廊》
在《自由的窄廊：国家与社会如何决定自由的命运》（2019年）中，阿杰姆奥卢和罗宾逊认为，当国家和社会的力量在粗略的平衡中发展时，自由社会就实现了。

### 对现代化理论的批判
达龙·阿杰姆奥卢和詹姆斯·A·罗宾逊在他们2008年的文章“收入与民主”中表明，尽管收入与民主之间存在着强烈的跨国相关性，但一旦控制了国家固定效应，并去除了人均收入与各种民主衡量指标之间的关联，那么收入对民主就“没有因果关系”。在“非现代化”（2022年）中，他们进一步论证说，现代化理论无法解释政治发展的各种路径，“因为它假设经济和政治之间存在着一种联系，这种联系不受制度和文化的制约，并且预设了一个明确的终点——例如，‘历史的终结’”。

## 著作

### 专著
- James A. Robinson; Daron Acemoglu. . New York: Penguin Press（英语：Penguin Press）. 2019. ISBN 978-0735224384.
- James A. Robinson; Emmanuel Akyeampong; Robert H. Bates; Nathan Nunn (编). . New York: Cambridge University Press. 2014. ISBN 978-1107691209.
- James A. Robinson; Alice H. Amsden; Alisa DiCaprio (编). . New York: Oxford University Press. 2012. ISBN 978-0-19-965903-6.
- James A. Robinson; Daron Acemoglu. . New York: Crown Business（英语：Crown Business）. 2012. ISBN 978-0307719218.
- James A. Robinson; Jared Diamond (编). . Cambridge, MA: Harvard University Press. 2010. ISBN 978-0-674-03557-7.
- James A. Robinson; Klaus Wiegandt (编). . Frankfurt: Fischer Taschenbuch Verlag. 2008. ISBN 978-3596179343 （德语）.
- James A. Robinson; Miguel Urrutia (编). . Bogotá and México D.F.: Fondo de Cultura Económica（英语：Fondo de Cultura Económica）. 2007. ISBN 978-9583801396 （西班牙语）.
- James A. Robinson; Daron Acemoglu. . Cambridge, UK: Cambridge University Press. 2006. ISBN 0-521-67142-6.

### 文章
- Acemoglu, Daron, Simon Johnson, and James Robinson. 2001. “The Colonial Origins of Comparative Development: An Empirical Investigation.” American Economic Review Vol. 91, Nº 5: 1369–401.
- Robinson, James A. 2006. “Economic Development and Democracy.” Annual Reviews of Political Science 9, 503-527.
- Acemoglu, Daron, Simon Johnson, James A. Robinson, and Pierre Yared. 2008. "Income and Democracy." American Economic Review 98(3): 808-42.
- Acemoglu, Daron, Simon Johnson, James A. Robinson, and Pierre Yared. 2009	“Reevaluating the Modernization Hypothesis.” Journal of Monetary Economics 56(8): 1043-58.
- Acemoglu, Daron and James Robinson. 2022. "Non-Modernization: Power–Culture Trajectories and the Dynamics of Political Institutions." Annual Review of Political Science 25(1): 323-339